# Nauny
Nauny nebo Nany, dříve také psané jako Entiuny, byla staroegyptská princezna z 21. dynastie. Pravděpodobně byla dcerou velekněze a pozdějšího faraona Pinodžema I. Její matkou byla Tentnabekhenu, kterou však známe pouze ze zmínky na Naunině pohřebním papyru.

## Život

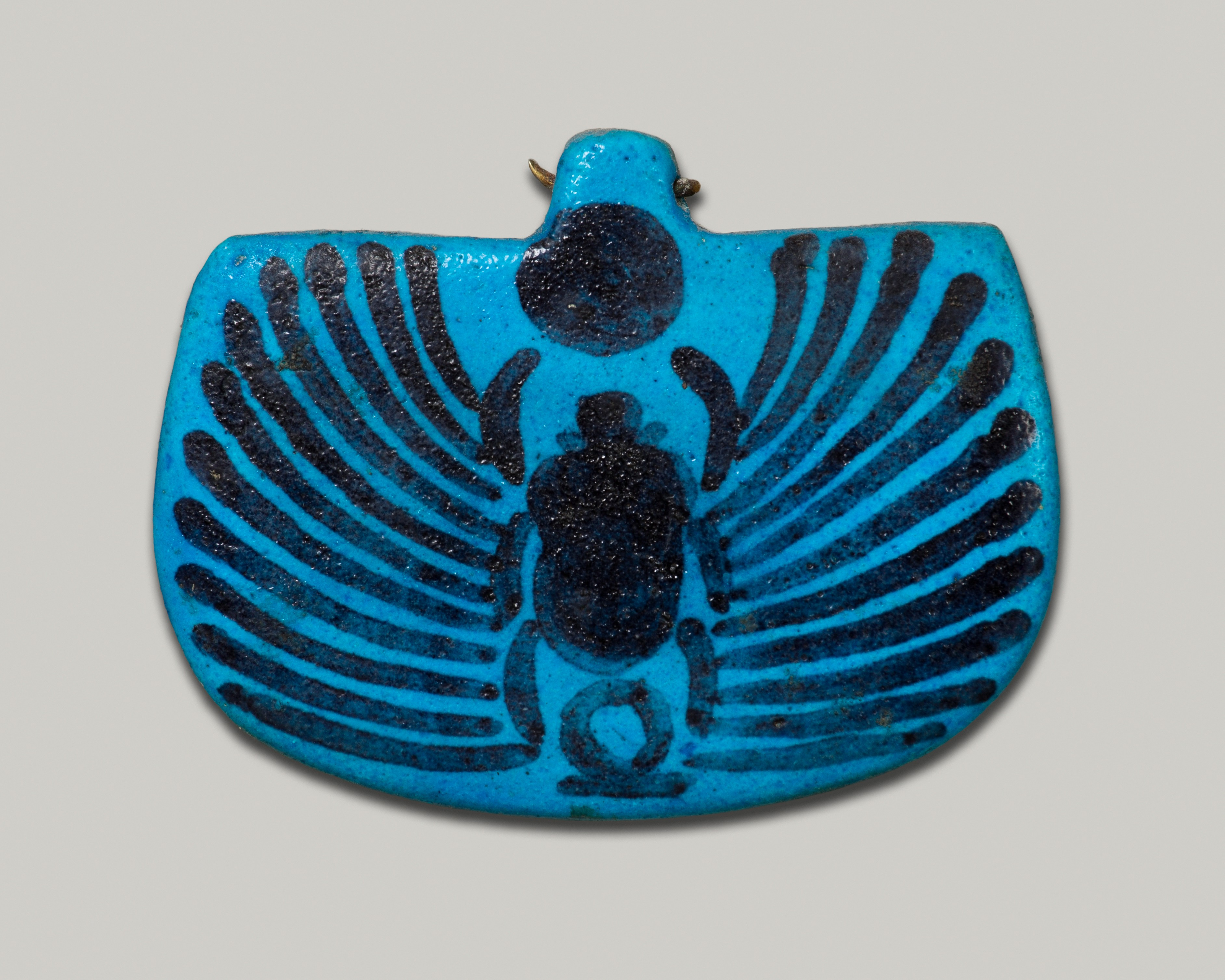
Pektorál princezny Nauny v podobě okřídleného skaraba.

Její tituly známé z její hrobky jsou „Králova dcera jeho těla“, „Zpěvačka Amonova“ a „Paní domu“. Tituly jsou napsány na sošce Usireva, která patřila k její pohřební výbavě. Pravděpodobně byla dcerou Pinodžema I. Tomu nasvědčuje i místo jejího pohřbu, Dér el-Bahrí, které bylo populárním pohřebištěm příslušníků královské rodiny té doby. Nedaleko této lokality se nachází také Bab el-Gasus, které často sloužilo k pohřbům kněží. I Pinodžemova dcera Henuttawy a jeho pravděpodobná snacha Djedmutesankh byly pohřbeny nedaleko. Mumie Henuttawy i její rakve vykazují určité podobnosti s Nauny. Její matka Tentnabekhenu je titulována také jako „Králova dcera“. Není jisté, jestli Tentnabekhenu byla dcerou Herihora, nebo krále Tanita.

## Smrt a pohřeb
| n · G1 · Z2ss | n · Z4 · M17 · M17 | B1 |

| n · G1 · Z2ss | n · Z4 · M17 · M17 | B1 |

Mumie princezny byla rozbalena Winlockem. Ten ji také spolu s Derrym v roce 1929 nebo 1930 prozkoumal. Byla silné postavy a malého vzrůstu (výška asi 145 cm). Podobala se tedy i dvěma dalším dětem Pinodžema I., a to Henuttawě a veleknězi Masahartovi. V době její smrti ji bylo okolo 70 let.
Byla pohřbena v Thébách v hrobce nesoucí označení TT358. Tato hrobka původně patřila královně z počátku 18. dynastie Ahmose-Meritamon, manželce Amenhotepa I. V 19. roce vlády Pinodžema I. byla předělána a později využita k pohřbení princezny Nauny.
Její smokvoňové rakve byly původně vytvořeny pro její matku. Kromě jiných předmětů se v hrobce našlo také 392 vešebtů, amulet skaraba, socha Usireva a kopie Knihy mrtvých vepsaná uvnitř duté sochy.